# Pedro Ruiz de Olea
Pedro Ruiz de Olea (siglo XIII) fue el primer adelantado mayor de Andalucía, entre el 22 de enero y el 12 de junio de 1253.

## Biografía
Era propietario de tierras en Córdoba. Fue hermano de Gutierre Ruiz de Olea, obispo de Córdoba entre 1246 y 1249. El 18 de septiembre de 1246 el Concejo de Córdoba donó 15 yugadas de tierra a Gutierre Ruiz y 10 yugadas a Pedro Ruiz de Olea. Alfonso X lo nombró adelantado de la Frontera, cargo que ejerció entre el 22 de enero  y el 12 de junio de 1253. Debió ser nombrado por conocer el terreno sobre el que iba a tener jurisdicción, que era la frontera con el emirato de Granada.